# Zusamaltheim
Zusamaltheim este o comună aflată în districtul Dillingen an der Donau, landul Bavaria, Germania.

## Personalități născute aici
- Johann Deisenhofer (n. 1943), biochimist, laureat Nobel.